# Billet de 5 000 francs Victoire
Pour les articles homonymes, voir 5 000 francs.
Recto
Verso
Chronologie
5 000 francs Flameng 5 000 francs Union française
Le 5 000 francs Victoire est un billet de banque en francs français créé le 8 novembre 1934 par la Banque de France et émis le 26 septembre 1938 en même temps que le 5 000 francs Flameng. Il fait suite au 5 000 francs rouge et fut remplacé par le 5 000 francs Union française.

## Historique
La Banque de France mit un certain temps avant de créer une nouvelle coupure de 5 000 francs. Le 5 000 francs rouge avait été privé de cours légal en décembre 1897 et n'avait d’ailleurs pas connu un grand succès, quand, en août 1914, face à l'arrivée de la guerre, au dérèglement du système bancaire, et afin de pallier les carences en liquidités, les autorités se décident à créer un billet de 5 000 francs. Le lancement prévu en 1918 du 5 000 francs Flameng fut cependant repoussé. En 1934, la dévaluation du franc Poincaré remet à l'ordre du jour la nécessité d'une telle coupure. La Banque commande alors plusieurs projets qui aboutiront en septembre 1938 à la mise en circulation du 5 000 francs de type "Victoire" (sous-entendu : sur la crise économique).
Ce billet polychrome fut imprimé avec une nouvelle technique dite en taille douce puis, par la suite, "à plat", de 1934 à 1943. 
Sa circulation prit fin le 4 juin 1945 lorsqu'il fut privé ce jour-là de son cours légal. Tirage total 32 100 000 exemplaires.

## Description
La vignette fut conçue d'après l’œuvre du peintre Sébastien Laurent, la gravure étant exécutée par Jules Piel et Rita Dreyfus.
Les tons dominants sont le jaune, le vert et le mauve.
Au recto : au centre, une effigie féminine représentant la France coiffée d’une couronne d’olivier et placée dans un cadre concentrique de feuilles de laurier, elle tient à la main une Victoire ailée, symbole dont l’origine remonte au monnayage grec et qui visait à célébrer la prospérité retrouvée.
Au verso : on retrouve le même motif mais la robe de la France est bleue ; des branches de chêne et des fagots de blé occupent à droite le fond de la vignette.
Le filigrane montre un buste de femme placée de face et brandissant un rameau d'olivier.
Les dimensions sont 230 × 125 mm.